# Woodill Wildfire
Pour les articles homonymes, voir Wildfire (homonymie).
La Woodill Wildfire (feu sauvage, en anglais) est un modèle kit car de voiture de sport GT du constructeur automobile américain Woodill Motor Company, Inc., présenté au salon General Motors Motorama de Los Angeles de 1952, et commercialisé à environ 300 exemplaires jusqu'en 1956,.

## Histoire
Ce modèle unique de carrosserie kit car est conçu par Blanchard Robert « Woody » Woodill, important concessionnaire Dodge et Willys de Downey en Californie de 1952 à 1958, et fondateur de la marque de kit car « Woodill Motor Company, Inc. ».

Quelques concurrentes en fibre de verre
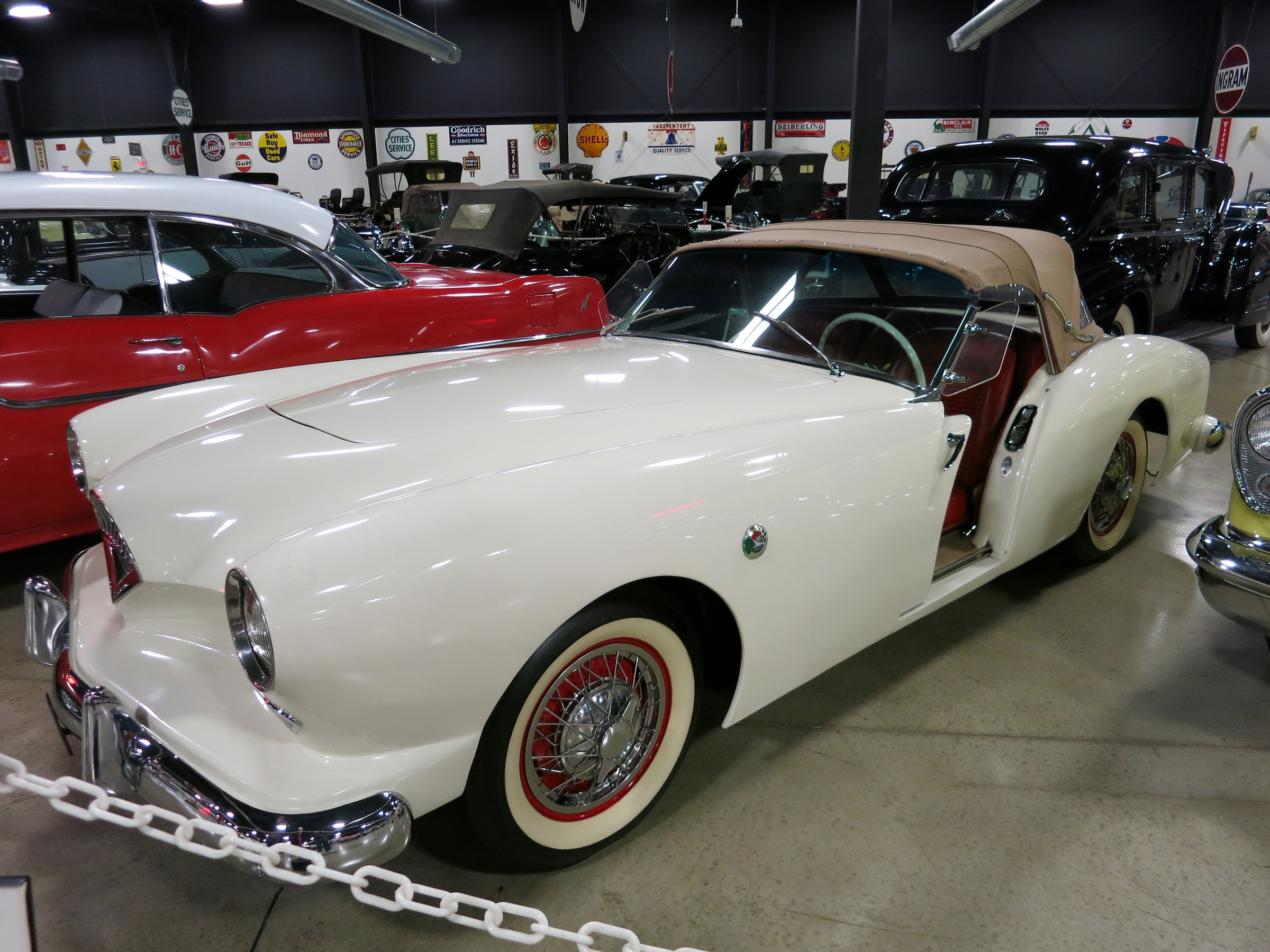
Kaiser Darrin (1953)
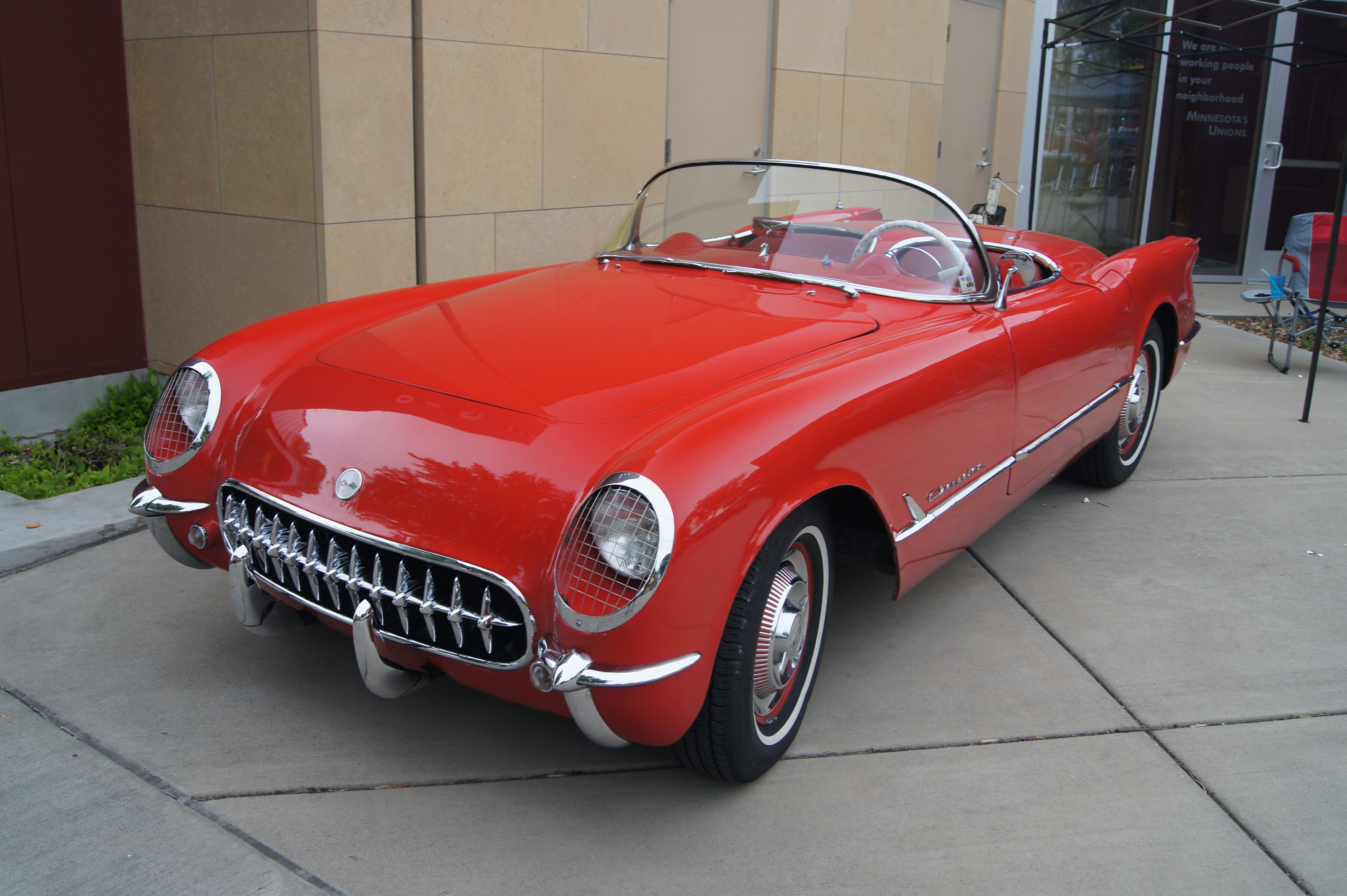
Chevrolet Corvette C1 (1953)
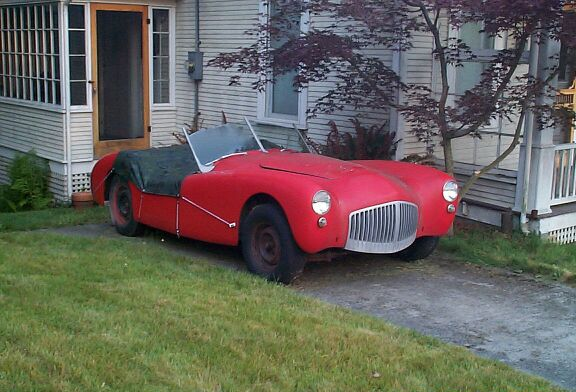
Glasspar G2 (en) (1950)

Cette carrosserie « Woodill Wildfire » (conçue avec quelques variantes de formes) est une des premières en fibre de verre de l'industrie automobile (avec les Glasspar G2 (en) de 1950, Kaiser Darrin de 1953, et Chevrolet Corvette C1 de 1953...) fabriquée par le fabricant de bateaux Glasspar (en) en Californie, commercialisée à environ 300 exemplaires, à assembler sur des châssis-moteur neuf ou d'occasion de voiture de série (en particulier de Dodge et Willys de la concession du fondateur).
Ces roadsters sont concurrents entre autres des kit car, cyclecar, hot rod, rat rod, et autres woodies de la Kustom Kulture américaine des années 1950...

## Au cinéma
- 1954 : Les Bolides de l'enfer, de George Sherman, avec Tony Curtis[7]
- 1954 : Un grain de folie, de Melvin Frank[8].
- 1956 : Écrit sur du vent, de Douglas Sirk, avec Lauren Bacall[9],[4].